# Leia dichroma
Leia dichroma är en tvåvingeart som beskrevs av Freeman 1951. Leia dichroma ingår i släktet Leia och familjen svampmyggor. Inga underarter finns listade i Catalogue of Life.